# Michele Tomasi (vescovo)
Michele Tomasi (Bolzano, 9 luglio 1965) è un vescovo cattolico italiano, dal 6 luglio 2019 95º vescovo di Treviso.

## Biografia
Nato a Bolzano, nella provincia autonoma di Bolzano e in diocesi di Bolzano-Bressanone, il 9 luglio 1965, è il minore di tre figli.

### Formazione e ministero sacerdotale
Dopo aver frequentato la scuola elementare a Bolzano e le medie e il liceo classico a Udine, dove il padre lavora, è alunno, a Milano, dell'Università commerciale Luigi Bocconi e si laurea in discipline economiche e sociali. Nel 2017 consegue inoltre il dottorato di ricerca in etica sociale all'Università di Innsbruck.
Entra nel Seminario maggiore di Bressanone nel 1992, dopo l'anno di servizio civile, e il 28 giugno 1998 è ordinato presbitero per la diocesi di Bolzano-Bressanone nella cattedrale di Bressanone dal vescovo Wilhelm Egger.
Dopo l'ordinazione presbiterale, per otto anni è prima collaboratore parrocchiale e poi parroco nella parrocchia di Santo Spirito a Merano, venendo successivamente nominato responsabile per la pastorale in lingua italiana del decanato di Vipiteno, ruolo svolto fino al 2010.
Mentre svolge questi incarichi parrocchiali è dal 2000 anche docente di dottrina sociale presso lo studio teologico accademico Bressanone e, dal 2005, assistente spirituale delle Associazioni Cristiane Lavoratori Italiani.
Dal 2007 al 2008 è consulente spirituale dell'Unione cristiana imprenditori dirigenti.
Nel 2010 il vescovo Karl Golser lo nomina rettore del Seminario maggiore di Bressanone, in sostituzione di Ivo Muser, e responsabile diocesano per la pastorale vocazionale, mentre nel 2011 diventa canonico della cattedrale di Bressanone.
Nel 2012 è nominato vicario generale di lingua italiana fino al 2016, quando è nominato vicario episcopale per il clero.
Dal 2018 è assistente ecclesiastico dell'associazione "La Strada - Der Weg" e dal 2019 docente di morale sociale all'istituto superiore di scienze religiose Romano Guardini di Trento.

### Ministero episcopale
Il 6 luglio 2019 papa Francesco lo nomina vescovo di Treviso; succede all'arcivescovo Gianfranco Agostino Gardin, dimessosi per raggiunti limiti di età. Il 14 settembre successivo riceve l'ordinazione episcopale, nella cattedrale di Bressanone, dal vescovo Ivo Muser, co-consacranti gli arcivescovi Lauro Tisi e Gianfranco Agostino Gardin. Prende possesso della diocesi il 6 ottobre nella cattedrale di Treviso.
La domenica successiva al suo ingresso in diocesi, come prima visita secondo un'antica consuetudine, presiede nel duomo di Asolo una celebrazione eucaristica con la comunità parrocchiale.
Il 26 settembre 2020 conferisce l'ordinazione episcopale ad Adriano Cevolotto eletto vescovo di Piacenza-Bobbio, fino ad allora vicario generale della diocesi di Treviso.
Nell'ambito della Conferenza episcopale triveneta è nominato vescovo delegato per la pastorale sociale e del lavoro, giustizia, pace e salvaguardia del creato e per lo sport, il tempo libero e i pellegrinaggi.
Il Consiglio episcopale permanente della Conferenza Episcopale Italiana, riunitosi a Roma dal 27 al 29 settembre 2021, lo nomina membro e segretario della Commissione episcopale per i problemi sociali e il lavoro, la giustizia e la pace. Lo stesso Consiglio, riunitosi a Roma dal 23 al 25 gennaio 2023 per la sessione invernale, lo nomina membro del Comitato scientifico e organizzatore delle settimane sociali dei cattolici in Italia.

## Genealogia episcopale e successione apostolica
La genealogia episcopale è:
- Cardinale Scipione Rebiba
- Cardinale Giulio Antonio Santori
- Cardinale Girolamo Bernerio, O.P.
- Arcivescovo Galeazzo Sanvitale
- Cardinale Ludovico Ludovisi
- Cardinale Luigi Caetani
- Cardinale Ulderico Carpegna
- Cardinale Paluzzo Paluzzi Altieri degli Albertoni
- Papa Benedetto XIII
- Papa Benedetto XIV
- Papa Clemente XIII
- Cardinale Marcantonio Colonna
- Cardinale Giacinto Sigismondo Gerdil, B.
- Cardinale Giulio Maria della Somaglia
- Cardinale Carlo Odescalchi, S.I.
- Cardinale Costantino Patrizi Naro
- Cardinale Lucido Maria Parocchi
- Papa Pio X
- Papa Benedetto XV
- Papa Pio XII
- Cardinale Eugène Tisserant
- Papa Paolo VI
- Cardinale Agostino Casaroli
- Arcivescovo Luigi Bressan
- Vescovo Ivo Muser
- Vescovo Michele Tomasi

La successione apostolica è:
- Vescovo Adriano Cevolotto (2020)

## Araldica
| Stemma | Descrizione                       | Blasonatura |
| ------ | --------------------------------- | --- |
|        | Michele Tomasi Vescovo di Treviso | Il campo dello scudo è in azzurro, a simboleggiare l'incorruttibilità del cielo e l'ascesa dell'uomo verso Dio. Al centro la croce, in oro, simbolo della Fede e richiamo al giorno della sua ordinazione episcopale, il 14 settembre, Festa dell'Esaltazione della Santa Croce. I tre monti in argento, alla base della croce, simboleggiano i tre monti menzionati nel Vangelo: il Tabor, il Golgota e il monte degli Ulivi. Ovviamente il richiamo è anche alle Dolomiti, a ricordo delle origini del Prelato. La sorgente d'acqua posta alla base della croce rappresenta l'acqua che sgorga dalla roccia (Nm 20,11) e ricorda quella che, mista a sangue, zampilla dal costato del Crocifisso. A destra rispetto alla croce appare il gonfalone di San Liberale, patrono della Diocesi di Treviso. Al lato opposto il petaso, il bordone e il pane ricordano il beato Enrico da Bolzano, patrono sia della diocesi di nascita che della diocesi di elezione di Mons. Tomasi. Il motto Gratis date è tratto dal versetto 8 del capitolo 10 del Vangelo di Matteo: "Gratuitamente avete avuto, gratuitamente date". |